# Campionat del món de ciclisme en pista de 2021
El Campionat del món de ciclisme en pista de 2021 es va disputar des del 20 a 24 d'octubre del 2021 al Velodrome Couvert Regional Jean-Stablinski a Roubaix, França. Els campionats s'havien de disputar originalment a Ashgabat, Turkmenistan. La cursa d'eliminació va ser introduïda per primera vegada a la història al Campionat del món.

## Elecció de la seu
Turkmenistan va mostrar el seu interès per acollir els campionats a la Cerimònia Inaugural de l'Assamblra General del Consell Olímpic d'Àsia el setembre del 2015. El president del país de l'Àsia central Gurbanguly Berdimuhamedov va expressar la seva intenció on va reiterar el seu objectiu d'utilitzar l'esport aixecar la imatge de la nació. Berdimuhamedov va descriure la proposta com a "plenament en sintonia" amb els plans de la nació, afegint que el país té "totes les condicions necessàries". Igor Makarov, el president de la Federació de Ciclisme rus nascut a Ashgabat, va destacar els aspectes positius de l'Ashgabat Sports Complex Velodrome. El velòdrom es troba entre els velòdroms més grans del món amb espai per a 6000 espectadors. Va apel·lar directament al president per considerar l'adjudicació de l'esdeveniment. El campionat representaria l'esdeveniment esportiu més important que s'hagués celebrat al Turkmenistan. El president de la Unió Cycliste Internationale (UCI) David Lappartient va anomenar el Velòdrom d'Ashgabat "un dels més bonics del món" i va notar que era gràcies a aquesta estructura que es va decidir per concedir Turkmenistan el dret d'acollir el Campionat del món de ciclisme en pista de 2021.
E juny del 2021 l'UCI va anunciar que els campionats serien moguts a una seu diferent. Roubaix va ser anunciada com a nova seu l'agost del 2021.

## Programa
22 esdeveniments van ser celebrats.
Totes les hores són les locals (UTC+2).
| Dia        | Hora  | Esdeveniment                                             |
| ---------- | ----- | -------------------------------------------------------- |
| 20 Octubre | 13:00 | Classificació per a presecució en equips femenina        |
| 20 Octubre | 13:00 | Classificació per a presecució en equips masculina       |
| 20 Octubre | 13:00 | Classificació per a scratch femenina                     |
| 20 Octubre | 18:30 | Classificació per a velocitat en equips femenina         |
| 20 Octubre | 18:30 | Classificació per a velocitat en equips masculina        |
| 20 Octubre | 18:30 | Final de scratch femenina                                |
| 20 Octubre | 18:30 | Primera ronda de velocitat en equips femenina            |
| 20 Octubre | 18:30 | Primera ronda de velocitat en equips masculina           |
| 20 Octubre | 18:30 | Primera ronda de persecució en equips femenina           |
| 20 Octubre | 18:30 | Final de velocitat en equips femenina                    |
| 20 Octubre | 18:30 | Final de velocitat en equips masculina                   |
| 21 Octubre | 13:00 | Primera ronda de keirin masculina, repesca, segona ronda |
| 21 Octubre | 13:00 | Classificació per a velocitat femenina, setzens, vuitens |
| 21 Octubre | 13:00 | Classificació per a scratch masculina                    |
| 21 Octubre | 18:30 | Primera ronda de persecució per equips femenina          |
| 21 Octubre | 18:30 | Quarts de final de velocitat femenina                    |
| 21 Octubre | 18:30 | Final de persecució per equips masculina                 |
| 21 Octubre | 18:30 | Final de scratch masculina                               |
| 21 Octubre | 18:30 | Final de keirin masculina                                |
| 21 Octubre | 18:30 | Final de persecució per equips femenina                  |
| 21 Octubre | 18:30 | Final eliminació femenina                                |
| 22 Octubre | 13:00 | Cursa Òmnium per punts, scratch i tempo femenina         |
| 22 Octubre | 13:00 | Classificació contrarellotge masculina                   |
| 22 Octubre | 13:00 | Classificació de cursa per punts masculina               |
| 22 Octubre | 13:00 | Classificació de persecució individual masculina         |
| 22 Octubre | 18:30 | Cursa per punts masculina                                |
| 22 Octubre | 18:30 | Semifinals de velocitat femenina                         |
| 22 Octubre | 18:30 | Òmnium, eliminació femenina                              |
| 22 Octubre | 18:30 | Final de contrarellotge masculina                        |
| 22 Octubre | 18:30 | Final de persecució individual masculina                 |
| 22 Octubre | 18:30 | Final de velocitat femenina                              |
| 22 Octubre | 18:30 | Òmnium, cursa per punts femenina                         |

| Dia        | Hora  | Esdeveniment                                            |
| ---------- | ----- | ------------------------------------------------------- |
| 23 Octubre | 10:00 | Òmnium per punts, scratch, cursa tempo masculina        |
| 23 Octubre | 10:00 | Classificació contrarellotge femenina                   |
| 23 Octubre | 10:00 | Classificació de madison femenina                       |
| 23 Octubre | 10:00 | Classificació de velocitat, setzens, vuitens, masculins |
| 23 Octubre | 10:00 | Òmnium scratch, carrera tempo masculina                 |
| 23 Octubre | 10:00 | Classificació de persecució individual femenina         |
| 23 Octubre | 17:30 | Final de contrarellotge femenina                        |
| 23 Octubre | 17:30 | Quarts de final de velocitat masculina                  |
| 23 Octubre | 17:30 | Madison femenina                                        |
| 23 Octubre | 17:30 | Òmnium, eliminació masculina                            |
| 23 Octubre | 17:30 | Quarts de final de velocitat masculina                  |
| 23 Octubre | 17:30 | Final de persecució individual femenina                 |
| 23 Octubre | 17:30 | Òmnium, carrera per punts masculina                     |
| 24 Octubre | 13:00 | Classificació de carrera per punts femenina             |
| 24 Octubre | 13:00 | Classificació de madison masculina                      |
| 24 Octubre | 13:00 | Semifinal de velocitat masculina                        |
| 24 Octubre | 13:00 | Classificació d'eliminació masculina                    |
| 24 Octubre | 13:00 | Primera ronda i repesca, keirin femenina                |
| 24 Octubre | 13:48 | Cursa per punts femenina                                |
| 24 Octubre | 13:48 | Final de velocitat masculina                            |
| 24 Octubre | 13:48 | Segona ronda, keirin femenina                           |
| 24 Octubre | 13:48 | Madison masculina                                       |
| 24 Octubre | 13:48 | Final de keirin femenina                                |
| 24 Octubre | 13:48 | Eliminació masculina                                    |

## Medaller

### Taula de medalles
| Posició | País              | Or | Plata | Bronze | Total |
| ------- | ----------------- | -- | ----- | ------ | ----- |
| 1       | Alemanya          | 6  | 2     | 3      | 11    |
| 2       | Països Baixos     | 5  | 3     | 2      | 10    |
| 3       | Itàlia            | 4  | 3     | 3      | 10    |
| 4       | França            | 2  | 3     | 1      | 6     |
| 5       | Regne Unit        | 2  | 1     | 5      | 8     |
| 6       | Bèlgica           | 1  | 4     | 1      | 6     |
| 7       | Estats Units      | 1  | 0     | 2      | 3     |
| 8       | Dinamarca         | 1  | 0     | 0      | 1     |
| 9       | Rússia            | 0  | 2     | 4      | 6     |
| 10      | Japó              | 0  | 1     | 0      | 1     |
| 10      | Nova Zelanda      | 0  | 1     | 0      | 1     |
| 10      | Portugal          | 0  | 1     | 0      | 1     |
| 10      | Trinitat i Tobago | 0  | 1     | 0      | 1     |
| 14      | Canadà            | 0  | 0     | 0      | 1     |

### Masculí
| Esdeveniment                  | Or                                                                     | Plata                                                                     | Bronze                                                                              |
| ----------------------------- | ---------------------------------------------------------------------- | ------------------------------------------------------------------------- | ----------------------------------------------------------------------------------- |
| 1km contrarellotge detalls    | Jeffrey Hoogland · Països Baixos ·                                     | Nicholas Paul · Trinitat i Tobago ·                                       | Joachim Eilers · Alemanya ·                                                         |
| Persecució individual detalls | Ashton Lambie · Estats Units ·                                         | Jonathan Milan · Itàlia ·                                                 | Filippo Ganna · Itàlia ·                                                            |
| Persecució per equips detalls | ItàliaLiam Bertazzo · Simone Consonni · Jonathan Milan · Filippo Ganna | FrançaThomas Boudat · Thomas Denis · Valentin Tabellion · Benjamin Thomas | Regne UnitEthan Hayter · Ethan Vernon · Charlie Tanfield · Oliver Wood · Kian Emadi |
| Velocitat detalls             | Harrie Lavreysen · Països Baixos ·                                     | Jeffrey Hoogland · Països Baixos ·                                        | Sébastien Vigier · França ·                                                         |
| Velocitat per equips detalls  | Països BaixosRoy van den Berg · Harrie Lavreysen · Jeffrey Hoogland    | FrançaFlorian Grengbo · Sébastien Vigier · Rayan Helal                    | AlemanyaNik Schröter · Steffan Bötticher · Joachim Eilers · Marc Jurcyk             |
| Keirin detalls                | Harrie Lavreysen · Països Baixos ·                                     | Jeffrey Hoogland · Països Baixos ·                                        | Mikhail Yakovlev · Rússia ·                                                         |
| Scratch detalls               | Donavan Grondin · França ·                                             | Tuur Dens · Bèlgica ·                                                     | Rhys Britton · Regne Unit ·                                                         |
| Cursa per punts detalls       | Benjamin Thomas · França ·                                             | Kenny de Kettele · Bèlgica ·                                              | Vincent Hoppezak · Països Baixos ·                                                  |
| Eliminació detalls            | Elia Viviani · Itàlia ·                                                | Iúri Leitão · Portugal ·                                                  | Sergey Rostostev · Rússia ·                                                         |
| Madison detalls               | · DinamarcaLasse Norman Hansen · Michael Mørkøv                        | · ItàliaSimone Consonni · Michele Scartezzini                             | · BèlgicaKenny De Ketele · Robbe Ghys                                               |
| Òmnium detalls                | Ethan Hayter · Regne Unit ·                                            | Aaron Gate · Nova Zelanda ·                                               | Elia Viviani · Itàlia ·                                                             |

### Femení
| Esdeveniment                  | Or                                                                         | Plata                                                                                          | Bronze                                                                      |
| ----------------------------- | -------------------------------------------------------------------------- | ---------------------------------------------------------------------------------------------- | --------------------------------------------------------------------------- |
| 500 m contrarellotge detalls  | Lea Friedrich · Alemanya ·                                                 | Anastassia Vóinova · Rússia ·                                                                  | Dària Xmeliova · Rússia ·                                                   |
| Persecució individual detalls | Lisa Brennauer · Alemanya ·                                                | Franziska Brauße · Alemanya ·                                                                  | Mieke Kröger · Alemanya ·                                                   |
| Persecució per equips detalls | AlemanyaFranziska Brauße · Lisa Brennauer · Mieke Kröger · Laura Süßemilch | ItàliaElisa Balsamo · Martina Alzini · Chiara Consonni · Martina Fidanza · Letizia Paternoster | Regne UnitKatie Archibald · Megan Barker · Neah Evans · Josie Knight        |
| Velocitat detalls             | Emma Hinze · Alemanya ·                                                    | Lea Friedrich · Alemanya ·                                                                     | Kelsey Mitchell · Canadà ·                                                  |
| Velocitat per equips detalls  | AlemanyaLea Friedrich · Pauline Grabosch · Emma Hinze                      | RússiaNatalia Antonova · Dària Xmeliova · Yana Tyshchenko · Anastassia Vóinova                 | Regne UnitSophie Capewell · Blaine Ridge-Davis · Milly Tanner · Lauren Bate |
| Keirin detalls                | Lea Friedrich · Alemanya ·                                                 | Mina Sato · Japó ·                                                                             | Yana Tyshchenko · Rússia ·                                                  |
| Scratch detalls               | Martina Fidanza · Itàlia ·                                                 | Maike van der Duin · Països Baixos ·                                                           | Jennifer Valente · Estats Units ·                                           |
| Cursa per punts detalls       | Lotte Kopecky · Bèlgica ·                                                  | Katie Archibald · Regne Unit ·                                                                 | Kirsten Wild · Països Baixos ·                                              |
| Eliminació detalls            | Letizia Paternoster · Itàlia ·                                             | Lotte Kopecky · Bèlgica ·                                                                      | Jennifer Valente · Estats Units ·                                           |
| Madison detalls               | Països BaixosAmy Pieters · Kirsten Wild                                    | FrançaClara Copponi · Marie Le Net                                                             | Regne UnitKatie Archibald · Neah Evans                                      |
| Òmnium detalls                | Katie Archibald · Regne Unit ·                                             | Lotte Kopecky · Bèlgica ·                                                                      | Elisa Balsamo · Itàlia ·                                                    |

- Els esdeveniment ombrejats són no-Olímpic